# Euchlaena detractaria
Euchlaena detractaria är en fjärilsart som beskrevs av Barnes och Mcdunnough 1916. Euchlaena detractaria ingår i släktet Euchlaena och familjen mätare. Inga underarter finns listade i Catalogue of Life.